# 王惠业
王惠业（1939年12月—），女，汉族，贵州兴义人，中华人民共和国政治人物，曾任贵州省计划生育委员会主任、党组书记，贵州省政协副主席。